# رضا قاسمي
رضا قاسمي (بالفارسية: رضا قاسمی) من مواليد 1987 اغسطس 21 ولد في مدينة اصفهان وهو عداء إيراني مثل بلاده في دورة الألعاب الأولمبية الصيفية لعام 2012 بالإضافة إلى بطولتين عالميتين في الهواء الطلق وثلاث بطولات داخلية.